# Mugroman
Mugroman és un grup de música nascut a Xixona (l'Alacantí) l'estiu de 2002, que practica un rock contundent, amb dosis de punk-pop i tornades melòdiques, sempre caracteritzat amb el toc de la dolçaina. Les seues lletres naveguen entre l'inconformisme, els problemes socials, la injustícia o l'amor, fins a les històries quotidianes i situacions més absurdes, però sempre amb una visió optimista.

## Antecedents: Lapsus
Lapsus fou un grup xixonenc fundat l'any 2000, per joves d'entre 14 i 19 anys. Pasqual Sanchis a la guitarra, Javi Santos al baix, Jordi Blanes (bateria de Juno) a la bateria i Javi Ivànyez a la veu. Mesos més tard s'afegirà com a guitarrista el mutxameler Josep Baeza. Durant els dos anys de vida, el grup patirà canvis constants al baix (Javi Santos, Javi Ivànyez, Enrique Brotons (baixista de Juno)), fins que troba al baixista definitiu: Raúl Carricondo.
A finals de 2001 afegiran dolçaines a les seues files. En aquesta època apareixeran futures cançons de Mugroman com "De Xixona", "El cànon de la llibertat", "Jutge de ningú" o "Fracassat". En la curta existència del grup arriben a compartir cartell amb grups com Brams, Ska Band Malajunça, Sant Gatxo o Tinc Ladilles, fet que els apropa a la música en valencià, i que els fa replantejar-se el seu futur. És aci quan quatre dels seus membres decideixen crear un nou projecte més seriós i ambiciós: Mugroman.

## Primera etapa (2002-2010)
Mugroman naix l'estiu de 2002 de les cendres de Lapsus, però no serà fins al 2003 quan comencen a fer concerts. En principi, el grup estarà format per Javi Ivànyez a la veu i a la guitarra, Pasqual Sanchis al baix, Raúl Carricondo a la bateria i Bernat Picó a la dolçaina, fins que la tardor de 2003 s'afegirà Héctor Garcia com a guitarra solista. Amb el grup ja al complet, decideixen enregistrar el que serà el seu primer disc: Cendra (Cambra Records, 2004).
A principis d'estiu de 2004, Rubén Espinosa (el Sueko) substituirà en la guitarra solista a Héctor García, que abandona el grup. Al mateix temps, apareixerà David G. Sirvent com a segona dolçaina. El primer concert realitzat pels dos nou membres serà al festival del Rebrot, a Berga (Barcelona) on guanyen el concurs Esclat'04 Després d'un any i mig de gira es decideixen a gravar un nou disc: L'Esclaus de la nit.
A finals de 2009, el grup patix una crisi que els fa replantejar-se la continuïtat. És quan Raúl, Pasqu i Javi funden un grup paral·lel anomenat Epstein Bar (en principi Studebackers), amb el que queden finalistes del concurs Amplifica't 09, organitzat per Joves d'Acció Cultural, i amb el que fan tan sols sis concerts.

## Segona etapa (des del 2010)
En maig de 2010 hi ha un canvi a la guitarra solista. El nou guitarrista serà Paco Alemañ (ex de Klav Kalash i Saorí), que substitueix a Rubén Espinosa. El mes de gener de 2011 es tanquen a l'estudi Casamurada de Banyeres del Penedés (Baix Penedés) per a enregistrar el Volem més, un disc de 13 temes produït per Jesús Rovira

## Discografia
- Cendra (Cambra Records, 2004)
- Esclaus de la nit (Auto-editat, 2006)
- Al Postiguet CD+DVD En directe (Auto-editat, 2009)
- Volem més (Mésdemil, 2011)
- Sol d'hivern (Auto-editat, 2013)
- Lluna d'estiu (Auto-editat, 2014)

## Guardons
En 2016 van rebre la insígnia d'or de la ciutat de Xixona.